# 튀일리궁

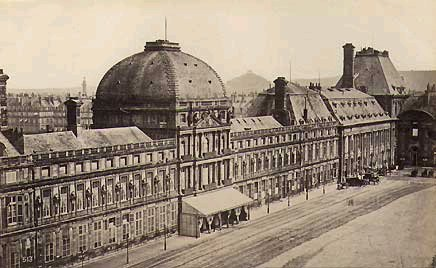
1871년 전의 튀일리 궁전

튀일리 궁전(Palais des Tuileries [palɛ de tɥilʁi])은 프랑스, 파리에 1871년까지 존재하던 궁전의 이름이다. 원래는 센강변의 오른쪽 강뚝에 위치해 있었으나 파괴되었다. 루브르 박물관과 그 일대와는 서쪽으로 인접해 있다.
튀일리 궁전은 한때 수많은 군주들(앙리 4세, 루이 14세, 루이 15세, 루이 16세, 루이 18세, 샤를 10세, 루이필리프)과 황제들(나폴레옹 1세, 나폴레옹 3세)이 머물렀던 파리의 궁전이었다. 비단 궁전로서만이 아닌, 제1공화국과 집정정부 시기 정부 관저로도 쓰였다. 프랑스 정부 수반의 공식 관저로서의 역할은 1871년 5월 23일, 파리 코뮌에 가담한 쥘앙리마리위스 베르주레, 빅토르 베노, 에티엔 부댕이 방화하여 발생한 의도적인 화재로 인해 파괴되어 막을 내렸다. 튀일리 궁전의 잔해는 1883년 제거되었으며, 이후 제3공화국의 대통령들은 엘리제 궁전에 자리를 잡게 된다.

## 역사
앙리 2세가 1559년 승하하자 홀로 남은 왕비 카트린 드 메디시스(Catherine de' Medicis)는 새로운 궁전을 짓게 된다. 그녀는 튀일리 인근에 1564년 건축 계획을 처음 세웠으며 당시 건축가로는 필리베르 드 로름(Philibert de l'Orme)이 맡았다. 궁전은 하나의 큰 정원과 주위에 두 개의 부속 정원을 함께 갖추도록 지어졌다. 궁전 건물은 좁고 길다란 형태로 짓도록 계획하였다고 한다. 1600년대에 이르자 궁전의 건축이 계속 확장되어서 튀일리 궁전은 루브르 궁전과 접하게 된다.
루이 14세는 베르사유 궁전이 건축 중일 때 이곳에 머물렀다고 전한다. 그가 고용하던 왕실 정원사 안드레 르 노트르는 1664년 튀일리 궁전의 정원 개보수 작업에 착수하였지만 그가 왕궁을 떠나면서 그의 계획과 함께 궁전은 거의 버려지다시피 하였다. 한 가지 용도가 있다면 그것은 영화관으로서였다. 당시 파리 시민들은 이곳을 도심 속의 낭만과도 같다고 여겼다 한다.
프랑스 혁명 시기에는 루이 16세와 그의 가족이 자택 구금되면서 튀일리 궁으로 강제 유폐당한다. 1789년 10월부터 이뤄진 것으로 왕가는 이듬해 6월 탈출을 시도했지만 바렌에서 붙잡혀 다시 돌아온다. 1792년 10월에는 파리 폭동으로 수많은 난동꾼들이 잠입하였다. 폭동 집단은 인근을 지키던 스위스 군을 압도하였다. 왕실은 급박하게 피난길에 올라야 했다.

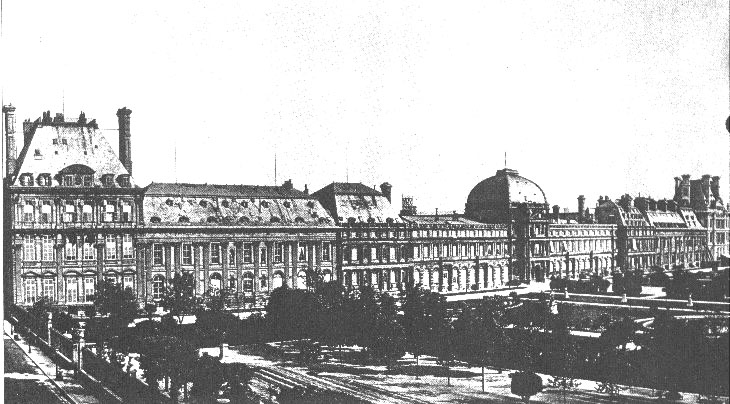
튀일리 정원에서 바라본 궁전의 모습

1789년 11월 9일 국민 제헌회의(National Constituent Assembly)는 거처를 베르사유 궁의 테니스 코트에서 튀일리 궁전으로 이전하게 된다. 사실 이러한 결정은 파리 시 내에 지나치게 난무하던 궁전의 영역을 줄여보려는 생각에서 이뤄진 일이었다. 당시 시에서 튀일리 궁전의 공간적 위치를 볼 때 실내 건물로는 가장 큰 부지를 점하고 있었다 해도 과언이 아니었기 때문에 계속하여 헌법 기관이 튀일리 궁전을 공식 관저급으로 사용하게 되었다. 국민 제헌회의 이후에는 국민 공회(National Convention)도 1795년에 자리를 잡았으며 1798년 팔레 부르봉으로 다시 옮기기 전까지 쓰였다. 이듬해에는 자코뱅 클럽이 이곳을 본부로 쓰기도 하였다.
나폴레옹이 정권을 잡자 그는 튀일리 궁전을 공식 관저로 격상하는 한편 황궁으로 꾸미기 시작한다. 1808년 북쪽 부지에 미술 전시관을 짓기 시작하였고 이것은 지금의 루브르 박물관 부지와 연결되는 것이었다.
나폴레옹 황제가 빈번하게 머물던 관저로서 튀일리 궁은 신고전주의 양식을 표방하였다. 당대의 유명한 건축가와 화가가 대거 동원되어 왕가의 건축 양식을 다시 고쳤다. 화가 페르시에(Percier)와 퐁텐(Fontaine) 등이 대표적인 작업자로 꼽힌다. 그 중 가장 잘 알려진 건축가이자 디자이너는 피에르 폴 프루동(Pierre Paul Prud'hon)으로서 그는 왕비의 거처를 짓는 막중한 임무를 맡았다. 고전적인 가구를 배치하고 세심한 스위트 룸을 짓고자 하였다. 내부 장식은 그리스 부흥 시대의 양식을 따랐다.
1809년 왕실에 가구를 공급하던 자콥 데말테는 황후 조세핀의 보석 수납장을 만드는 일에 착수한다. 이 가구는 페르시에가 디자인하고 금과 동을 함께 주조하여 만든 가구이다. 가장 가운데 부분에는 "Birth of the Queen of the Earth to whom Cupids and Goddesses hasten with their Offerings"라는 글귀가 새겨져 있다.
부르봉 왕가의 복고 이후 튀일리 궁전은 왕궁으로서 지위를 다시 누렸다. 1830년 7월 혁명이 일어나자 궁전은 파리 시민에 의해 세 차례나 공격을 당한다. 시민들이 궁전을 점유하기는 했지만 이후 루이 필리프가 궁전의 실질적 소유권을 1848년까지 점유하였다.

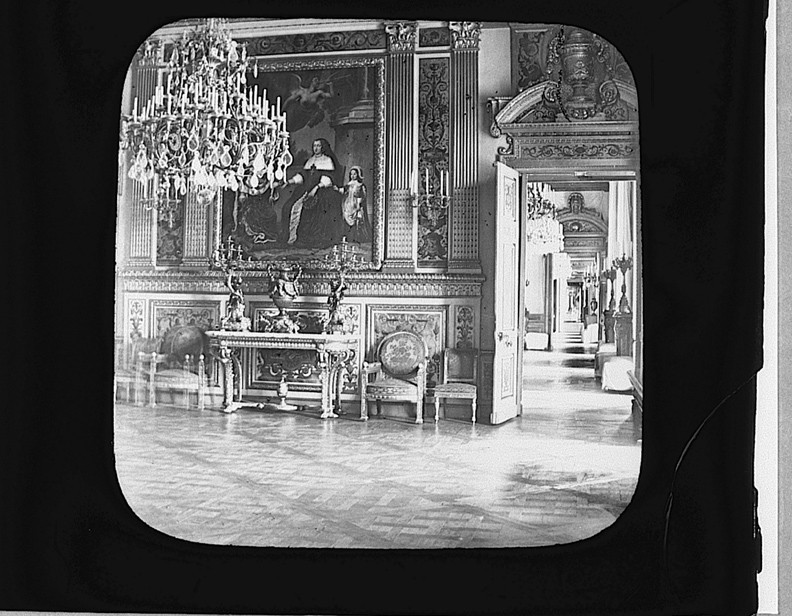
튀일리 궁전 내에 있던 평화의 전당(Hall of Peace)

튀일리 궁전은 정부 고위급 관리의 공식 관저로서 나폴레옹 3세의 쿠데타 이후부터 쓰였다. 나폴레옹 보나파르트가 나폴레옹 3세로 즉위하면서 그는 엘리제 궁전에서 이곳으로 거처를 공식적으로 옮겼다. 그는 제2 제정(帝政)을 출범하면서 1848년의 혁명 당시 입었던 궁전의 파괴를 복구하기 시작하였다. 이후 1855년에는 영국의 빅토리아 여왕이 이곳을 공식 방문하기도 하였다.
제 2제정(공화정) 대에는 북쪽의 부속 건물도 완성하여 튀일리 궁과 루브르 궁전의 나머지 부분을 연결하는 역할을 하게 된다. 사실 이 계획은 3세기 이전에 있었던 것이지만 이때가 돼서야 건축이 완성된다.

## 파괴

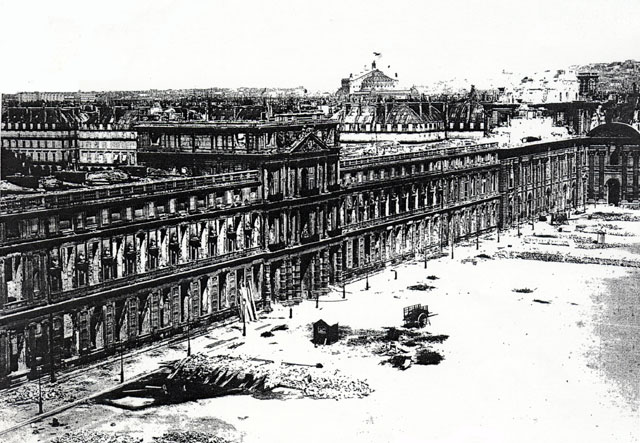
잿더미로 변해버린 처참한 모습

루브르-튀일리 궁전의 연결 단지 건설은 오래 가지 못하였다. 1871년 5월 23일 파리 코뮌의 억압 당시 12명의 남자가 튀일리 궁전 인근에 불을 질렀다. 석유와 액체 타르 등을 써서 방화한 것으로 화재가 48시간이나 지속되어 전체 궁전이 송두리째 소실되었다. 루브르 궁전의 외곽 건물도 상당 부분 피해를 입어서 많은 부분이 없어져버렸다. 다행스럽게 거의 완벽한 상태로 남은 것이 루브르 박물관이다.
1871년의 대재앙 이후 남은 돌과 석재의 잔재는 7년 간이나 인근을 맴돌았다. 상당히 많은 부분이 피해를 입은 것은 사실이었지만 당시 건물의 골격은 견고하게 유지되었기 때문에 실질적으로 재건축이 불가한 것은 아니었다. 그럼에도 파리 시와 정부가 건축 문제를 의논조차 하지 못한 이유는 당시 수많은 파리의 상징적 건물이 극단적인 코뮈니스트들에 의해 없어져버렸기 때문이었다. 당시 정부의 입장에서는 여타 건축물을 복원할 능력이 거의 없었다.
파리 시청의 경우도 그러하여서 1870년대에 이르러 다시 지어졌다. 이후 제3공화국 정부는 튀일리 궁을 복원하지 않기로 잠정 결론지었다. 하지만 루브르 궁전의 경우에는 이후에 다시 지어졌다.

## 정원

아돌프 멘젤이 그린 "튀일리 정원의 오후"(Afternoon at the Tuileries Park)

애초에 루브르 궁전의 외곽에 둘러싸여있던 튀일리 궁전의 외부는 루브르 궁과 거의 맞닿아 있었다. 이후에 튀일리 궁전이 남쪽으로 센 강변을 보는 것으로 하여 지어졌다. 멀리 북쪽으로는 방돔 광장(Place Vendôme)을 마주하고 있다.
튀일리 정원은 63 애이커의 면적을 차지하며 이는 약 254956 m²에 해당한다. 정원의 건축은 안드레 르 노트르가 1664년 이뤄낸 것으로 그는 공간을 잘 이용하여 정원을 만들었다는 평을 받는다.

## 재건축 여론
2003년 이후 프랑스에서는 튀일리 궁전을 새로 지으려는 위원회가 발족되어 운영 중이다. 이것은 베를린에서 이뤄졌던 왕궁 복원 사업과 흡사한 것이다. 프랑스인들에게 있어 튀일리 궁을 복원하는 문제는 많은 명분을 가지고 있다. 1883년 파괴 이후 튀일리 궁전의 부지는 파괴된 상태로 그저 펼쳐져 있을 뿐이다. 예전의 영화를 되찾고 다시금 프랑스 역사를 복원하자는 목소리도 한 몫을 하고 있다.
튀일리 궁전의 재건축 작업은 3억 유로가 들 것으로 추정된다. 프랑스 정부의 예산으로 복원 공사가 추진될 것으로 보인다. 프랑스 언론에서는 일제히 이에 대해 보도하여 국민적 관심을 얻기도 하였다. 머지 않아 튀일리 궁전의 착공식이 거행된다면 20세기 초 이후 파리에서의 가장 큰 건축 작업이 될 것으로 보인다.